# بوب فانس (محامي)
بوب فانس (بالإنجليزية: Bob Vance)‏ هو محامي أمريكي، ولد في 10 أبريل 1961 في برمنغهام في الولايات المتحدة.